# Kyjliw
Kyjliw (ukrainisch Кийлів; russisch Кийлов Kijlow) ist ein Dorf in der ukrainischen Oblast Kiew mit etwa 550 Einwohnern (2006).

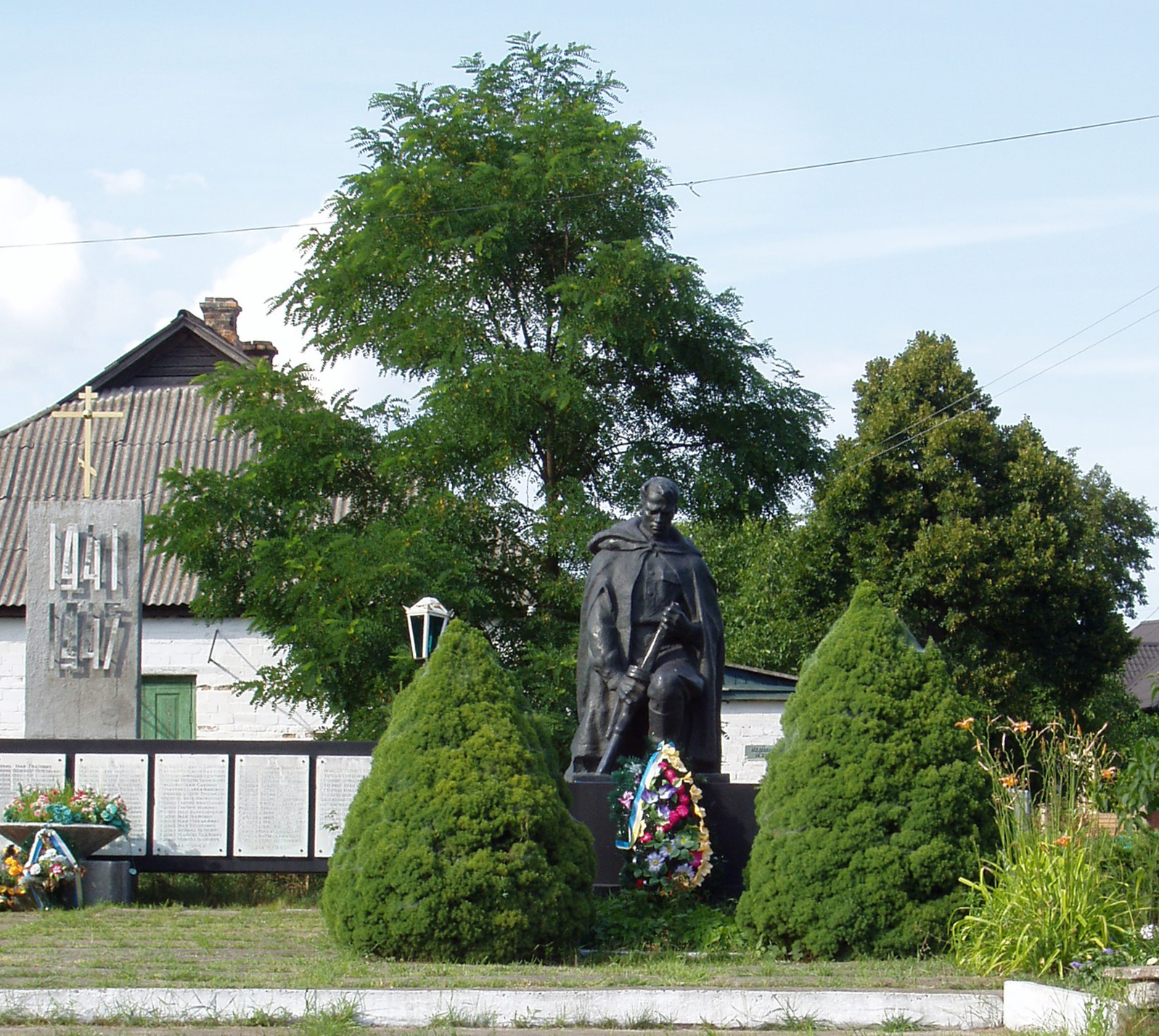
Kriegerdenkmal in Kyjliw

Das 1702 gegründete Dorf liegt im Rajon Boryspil am linken Ufer des zum Kaniwer Stausee angestauten Dnepr.
Das Rajonzentrum Boryspil befindet sich 25 km nördlich und die Hauptstadt Kiew liegt 60 km dnepraufwärts im Nordwesten.
Am 12. Juni 2020 wurde das Dorf ein Teil der neugegründeten Landgemeinde Woronkiw, bis dahin war ein Teil der die gleichnamige Landratsgemeinde Holowuriw im Süden des Rajons Boryspil.

## Persönlichkeiten
1944 kam im Dorf der Unternehmer und Held der Ukraine Wolodymyr Petrenko zur Welt.